# Haida-Hermelin
Das Haida-Hermelin (Mustela haidarum) ist ein kleines Raubtier aus der Familie der Marder das auf einigen, von gemäßigtem Regenwald bestandenen Inseln an der nordamerikanischen Pazifikküste vorkommt. Die Tiere werden erst seit 2021 als eine eigenständige, vom Hermelin (Mustela erminea) getrennte Art angesehen.

## Merkmale
Die Trennung des Haida-Hermelins vom Hermelin geschah ausschließlich aufgrund von DNA-Vergleichen. Eine Beschreibung morphologischer Unterschiede gibt es bisher noch nicht. Wie das eurasische Hermelin hat das Haida-Hermelin einen schlanken Körper und kurze Vorder- und Hinterbeine. Die Kopf-Rumpf-Länge beträgt 19 bis 34 Zentimeter, der Schwanz ist 4 bis 12 Zentimeter lang. Der Rücken, die Körperseiten und die äußeren Seiten der Gliedmaßen sind bräunlich, der Bauch, die Kehle und die Innenseiten der Gliedmaßen sind weiß, die Schwanzspitze ist schwarz. Im Winter werden die Tiere mit Ausnahme der schwarz bleibenden Schwanzspitze komplett weiß. Weibchen haben vier Zitzenpaare. Der Schädel der Hermeline ist relativ flach mit einem langgestreckten Hirnschädel.
Die Zahnformel lautet:{\displaystyle {\frac {3.1.3.1.}{3.1.3.2.}}}

## Systematik
Das Hermelin erhielt seinen wissenschaftlichen Namen schon im Jahr 1758 durch den schwedischen Naturforscher Carl von Linné, den Begründer der bis heute verwendeten biologischen Nomenklatur. Aufgrund des großen Verbreitungsgebietes wurden zahlreiche Unterarten beschrieben, von denen 34 heute noch anerkannt werden. Die Unterarten bildeten sich wahrscheinlich durch Isolierung einzelner Populationen während der Letzten Kaltzeiten. Ein Team amerikanischer Wissenschaftler spaltete das Hermelin im Februar 2021 aufgrund molekulargenetischer Daten in drei Arten auf. Die Bezeichnung Mustela erminea soll nur noch für die Hermeline Europas, Asiens und der Arktis gelten, während die im größten Teil Nordamerikas vorkommenden Hermeline die Bezeichnung Mustela richardsonii erhalten. Eine dritte Hermelinart, das Haida-Hermelin (Mustela haidarum) kommt auf einigen Inseln der nordamerikanischen Pazifikküste vor. Amerikanisches Hermelin und (eurasisches) Hermelin sind Schwesterarten. Das Haida-Hermelin entstand durch Hybridisierungen verschiedener Hermelinformen auf einem durch den niedrigen Meeresspiegel von drei heutigen Inseln gebildeten zusammenhängenden eiszeitlichen Refugium. Schwesterart der Klade aller drei Hermelinarten ist Mustela aistoodonnivalis aus Zentralchina. Das Art-Epitheton haidarum wurde 1898 durch den amerikanischen Naturforscher Edward Alexander Preble geprägt, der die Art unter der Bezeichnung  Putorius haidarum erstmals beschrieben hat.

## Unterarten
Drei ursprünglich zum (eurasisches) Hermelin gehörende Unterarten werden seit 2021 dem Haida-Hermelin zugeordnet.
- Mustela haidarum haidarum, Haida Gwaii
- Mustela haidarum celenda, Prince-of-Wales-Insel
- Mustela haidarum seclusa, Suemez Island